# Ulica Nowy Świat w Lublinie
Ulica Nowy Świat w Lublinie – ulica w Lublinie o długości 1,3 km. Łączy ona Wrotków i południowo-zachodnią część miasta z dzielnicą Dziesiąta, stanowiąc przedłużenie ul. Wrotkowskiej. Na całej długości jest drogą jednopasmową. Ulica Nowy Świat biegnie wzdłuż torów kolejowych (wspólnych dla linii nr 7 i 68) i znajduje się blisko dworca kolejowego Lublin. Ulicę przecinają dwie linie kolejowe; pierwsza, nieczynna, przy ulicy Wojennej, biegnąca w stronę jednostki wojskowej, i druga, przy zakładach tytoniowych, biegnąca do elektrociepłowni Wrotków i dalej do byłego składu węgla tejże. Przy ulicy Nowy Świat ma siedzibę Wojewódzki Ośrodek Medycyny Pracy. Znajduje się tu także cmentarz austriackich żołnierzy poległych w I wojnie światowej. Dominującą zabudową są bloki mieszkalne. W pobliżu skrzyżowania z ul. Smoluchowskiego zlokalizowana jest też jednostka wojskowa.